# Úmrtí při dopravních nehodách v Evropě
Evropské země a úmrtí z důvodu dopravních nehod vyjadřuje počet usmrcení na 100 000 obyvatel, 100 000 motorových vozidel a jednu miliardu auto-kilometrů za rok. Dopravní nehody jsou podle OSN druhou nejčastější příčinou úmrtí osob mezi 2 a 25 lety.
Světová zdravotnická organizace uvádí, že dopravní nehody usmrtily na světě v roce 2023 1,19 milionu lidí, za rok 2008 to bylo 1,26 milionu lidí.

## Přehled zemí
| Země                | Smrtelné nehody na 100 000 obyvatel za rok | Smrtelné nehody na 100 000 motorových vozidel | Smrtelné nehody na 1 miliardu auto-km | Celkem smrtelných nehod za minulý rok | Zdroj                                                |
| ------------------- | ------------------------------------------ | --------------------------------------------- | ------------------------------------- | ------------------------------------- | ---------------------------------------------------- |
| Svět                | 20,8                                       | 93,3                                          |                                       | 1230000                               | 2007                                                 |
| Arménie             | 139                                        | 113,7                                         |                                       |                                       |                                                      |
| Ázerbájdžán         | 13,0                                       | 146,1                                         |                                       |                                       |                                                      |
| Bělorusko           | 10,9                                       | 27                                            |                                       | 1032                                  | 2012 oficiální statistiky                            |
| Belgie              | 10,1                                       | 17                                            | 10,8                                  |                                       | [ 5 ]                                                |
| Bosna a Hercegovina | 10,9                                       | 80,7                                          |                                       | 355                                   | 2010 oficiální statistiky                            |
| Bulharsko           | 8,8                                        | 37,0                                          | 19,1                                  |                                       | [ 8 ]                                                |
| Česko               | 10,4                                       | 20                                            | 19,5                                  |                                       | [ 5 ]                                                |
| Černá Hora          | 20,4                                       | 44,5                                          |                                       | 95                                    |                                                      |
| Dánsko              | 3,1                                        | 6,1                                           |                                       | 175                                   | [ 9 ]                                                |
| Estonsko            | 7,5                                        | 34                                            | 17,5                                  | 101                                   |                                                      |
| Finsko              | 6,5                                        | 11                                            | 7,0                                   |                                       | [ 5 ]                                                |
| Francie             | 5,5                                        | 9,57                                          |                                       | 3645                                  | 2012                                                 |
| Gruzie              | 16,8                                       | 144,8                                         |                                       |                                       |                                                      |
| Chorvatsko          | 9,1                                        | 19,5                                          |                                       |                                       | 2012 oficiální statistiky, počet vozidel z roku 2008 |
| Island              | 3,8                                        | 5                                             | 3,9                                   |                                       | [ 5 ]                                                |
| Irsko               | 3,51                                       | 6,44                                          | 4,2                                   | 161                                   | 2012                                                 |
| Itálie              | 8,7                                        | 12                                            |                                       |                                       | [ 5 ]                                                |
| Kypr                | 10,4                                       | 23,6                                          | 16,7                                  |                                       | [ 13 ]                                               |
| Lotyšsko            | 8,7                                        | 29                                            |                                       |                                       | (2011)                                               |
| Litva               | 14,8                                       | 49,8                                          | 19,1                                  |                                       | [ 13 ]                                               |
| Lucembursko         | 9,0                                        | 8                                             | 5,4                                   |                                       | [ 5 ]                                                |
| Maďarsko            | 9,9                                        | 27                                            | 27,1                                  |                                       | [ 5 ]                                                |
| Malta               | 3,4                                        | 4,6                                           | 4,9                                   |                                       | [ 13 ]                                               |
| Moldavsko           | 15,1                                       | 108,6                                         |                                       |                                       |                                                      |
| Německo             | 4,5                                        | 7,2                                           | 7,2 (2009)                            | 3657                                  | 2010 oficiální statistiky                            |
| Norsko              | 5,4                                        | 8                                             | 6,1                                   |                                       | [ 5 ]                                                |
| Polsko              | 10,7                                       | 18                                            | 23,5                                  |                                       | [ 5 ]                                                |
| Portugalsko         | 7,9                                        | 15                                            |                                       |                                       | [ 17 ]                                               |
| Rakousko            | 8,2                                        | 12                                            | 8,9                                   |                                       |                                                      |
| Rumunsko            | 9,4                                        | 67,6                                          | 35,8                                  |                                       | [ 8 ]                                                |
| Rusko               | 19,5                                       | 55,4                                          |                                       | 27991                                 | 2012 oficiální statistiky                            |
| Řecko               | 14,4                                       | 21                                            | 17,4                                  |                                       |                                                      |
| San Marino          | 0                                          |                                               |                                       | 0                                     | 2010                                                 |
| Severní Makedonie   | 6,9                                        | 43,9                                          |                                       |                                       |                                                      |
| Srbsko              | 9,8                                        | 43,2                                          |                                       | 656                                   | 2010 oficiální statistiky                            |
| Slovensko           | 7,1                                        | 14,2                                          | 24,5                                  |                                       | [ 8 ]                                                |
| Slovinsko           | 10,4                                       | 17                                            | 17,2                                  |                                       | [ 5 ]                                                |
| Spojené království  | 3,59                                       | 7                                             | 5,7                                   | 2222                                  | 2009                                                 |
| Španělsko           | 6,9                                        | 10                                            | 11,7                                  | 1484                                  | 2011                                                 |
| Švédsko             | 2,9                                        | 7                                             | 5,1                                   | 270                                   | (2008) (předběžné výsledky pro rok 2010)             |
| Švýcarsko           | 4,7                                        | 7                                             | 5,6                                   |                                       | [ 5 ]                                                |
| Turecko             | 13,4                                       | 97,1                                          |                                       |                                       |                                                      |
| Ukrajina            | 11,2                                       | 50,4                                          |                                       | 5094                                  | 2012 oficiální statistiky                            |